# Anne Carter
Anne Pitts Carter (Nueva York, 7 de mayo de 1925) es una educadora y economista estadounidense, especializada en cambio técnico y transferencia de tecnología.

## Biografía

### Primeros años
Hija de Jacob J. Pitts, nació en Nueva York. Completó una licenciatura en Queens College y realizó estudios de posgrado en la Universidad de Harvard aunque, debido a las convenciones de la época, se matriculó a través de Radcliffe College. Mientras trabajaba en su tesis doctoral en Harvard, enseñó a tiempo parcial en Bates College y fue profesora de economía en Brooklyn College; recibió su doctorado en 1949.

### Carrera
En el verano de ese año, se mudó a Cambridge para trabajar en el Proyecto de Investigación Económica de Harvard (HERP) de Wassily Leontief. Le dieron un puesto de tiempo completo; a su marido también le ofrecieron un puesto de tiempo completo en el proyecto y ella quedó consternada al descubrir que le habían dado un salario mayor. De 1951 a 1955, fue investigadora en Harvard y también enseñó en los colegios Smith y Wellesley.
Durante la década de 1960, se hizo conocida como una destacada experta en el campo del análisis input-output; se desempeñó como directora de HERP de 1968 a 1972. En 1966, se convirtió en profesora asistente en el departamento de economía de Harvard, convirtiéndose en la primera mujer en la facultad. En 1970, publicó Cambio estructural en la economía estadounidense, que comparaba los coeficientes técnicos de la economía estadounidense en 1939, 1947 y 1958 a medida que la tecnología cambiaba con el tiempo.
En 1971, se trasladó a la Universidad Brandeis como profesora invitada. Se convirtió en profesora titular al año siguiente. En 1973, cuando HERP se cerró oficialmente, su biblioteca y materiales de investigación se trasladaron a Brandeis. De 1972 a 1979, fue directora del Centro de Investigación Económica Brandeis. Fue decana de la facultad de Economía de 1981 a 1986, presidenta del departamento de Economía de 1987 a 1993 y decana interina de Artes y Ciencias de 1999 a 2000. Ahora es profesora emérita en Brandeis.
En 1974, las Naciones Unidas le pidieron a Leontief que estudiara el futuro de la economía mundial y él le pidió a Carter que lo ayudara a desarrollar un "modelo mundial" operativo en apoyo de este proyecto.
Se ha desempeñado como asesora de política económica para el gobierno estadounidense y otras organizaciones privadas e internacionales. Fue presidenta de la Fundación Russell Sage y presidenta fundadora de la Asociación Internacional Input-Output de 1987 a 1991. En 2009 recibió el premio Carolyn Shaw Bell de la Asociación Económica Estadounidense. Es a su vez miembro de la Sociedad Econométrica (2003), la Unión de Científicos Preocupados y la Asociación Estadounidense para el Avance de la Ciencia (1984).

### Vida personal
En 1946 se casó con Robert Grosse, un estudiante de posgrado en economía en Harvard; la pareja se divorció en 1950. En 1953 se casó con el psiquiatra Franklin Carter; tuvo su primer hijo en 1955.